# Eliška Hamšíková-Hartmanová
Eliška Hamšíková (roz.) Hartmanová (též Elfrida, 22. května 1907 Mariánské Lázně – 5. října 1992) byla česká sportovkyně a pilotka, průkopnice zastoupení žen v letectví. Roku 1928 absolvovala v Plzni první řádný letecký výcvik a získala pilotní průkaz, jako druhá žena v Československu, po Anežce Šedivcové-Formánkové, která průkaz získala tentýž rok. Jejím manželem byl vojenský pilot a příslušník čs. protinacistického odboje Josef Hamšík. 

## Život

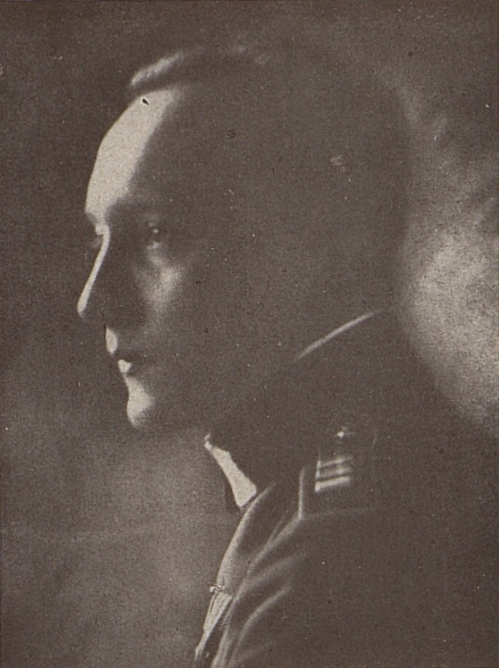
Plk. Josef Hamšík

Narodila se v Mariánských Lázních v západních Čechách. S letectvím se blíže seznámila po návštěvách letiště v nedalekém Chebu. 
Okolo roku 1927 se pak stala členkou Západočeského aeroklubu, který využíval někdejší vojenské letiště na Borských polích za městem, a zapsala se do leteckého výcviku. Letecký výcvik zdárně absolvovala v září 1928 a stala se tak vůbec druhou ženou s pilotním průkazem v Československu. První čs. pilotka Anežka Šedivcová-Formánková absolvovala kurz několik měsíců před ní, rovněž v rámci Západočeského aeroklubu. Krátce po složení zkoušek se měla zúčastnit leteckého dne v Lipsku, kam odstartovala, ale kvůli nepřízni počasí byla nucena za náročných podmínek přistát na letišti v Chebu. Téhož roku se oženila s armádním pilotem Josefem Hamšíkem.

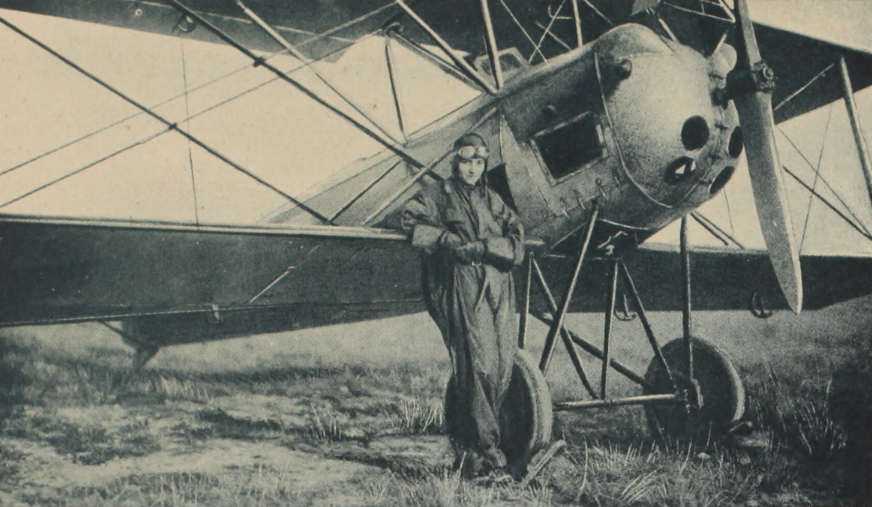
Paní Eliška Hamšíková se svým letounem (magazín Letec, č. 1, 1930)

Plzeňské letiště na Borech se zapsalo do dějin ženského letectví ještě dva roky poté, kdy zde 21. září 1930 uskutečnila Marie Krupičková jako první Češka padákový seskok. Krupičková zde posléze rovněž získala pilotní průkaz. 
Po německé okupaci Čech, Moravy a Slezska a vytvoření Protektorátu Čechy a Morava se Josef Hamšík zapojil do čs. protinacistického odboje a poté se roku 1940 neúspěšně pokusil opustit zemi. 19. na 20. března 1940 byl při návštěvě rodiny zatčen gestapem, poté vězněn a posléze odsouzen k trestu smrti a 8. dubna 1943 v Berlíně popraven.
Není známo, že by se Hamšíková po manželově smrti věnovala létání.
Eliška Hamšíková-Hartmanová zemřela 5. října 1992 ve věku 85 let. Pohřbena byla v rodinné hrobce na hřbitově v Mariánských Lázních.